# Городовиковское городское муниципальное образование
Городовиковское городское муниципальное образование — городское поселение (муниципальное образование) в Городовиковском районе Калмыкии. Административным центром и единственным населённым пунктом, входящим в состав поселения является город Городовиковск.

## География
Территорию муниципального образования составляют исторически сложившиеся земли населенного пункта (города Городовиковска), а также прилегающие к нему земли общего пользования, территории традиционного природопользования населения муниципального образования, рекреационные зоны, земли, необходимые для развития муниципального образования, находящиеся в границах муниципального образования независимо от форм собственности и целевого назначения.
Муниципальное образование расположено в центральной части Городовиковского района, на северо-западной окраине Ставропольской возвышенности. Крупнейший водоём на территории муниципального образования - река Башанта.
Городовиковское ГМО граничит:
- на северо-востоке - с Южненским;
- на юго-востоке - с Розентальским;
- на юго-западе - с Лазаревским и
- на западе - с Пушкинским СМО Городовиковского района;
- на северо-западе - с Сальским районом Ростовской области.

## Население
| 2008  | 2009  | 2010  | 2011  | 2012  | 2013  | 2014  |
| ----- | ----- | ----- | ----- | ----- | ----- | ----- |
| 9809  | ↘9591 | ↘9480 | ↗9537 | ↘9327 | ↘9139 | ↘9010 |
| 2015  | 2016  | 2017  | 2018  | 2019  | 2020  | 2021  |
| ↘8899 | ↘8799 | ↘8798 | ↘8768 | ↘8678 | ↘8571 | ↘8285 |